# 廣州廣播電視台青少年廣播
廣州廣播電視台青少年廣播是廣州廣播電視台旗下的一個廣播電台頻率。前身為“飛揚88”，以青少年為主要受眾，播放流行音樂、娛樂資訊，以及在不同節目時段播放體育、教育方面的訊息；现时频道与北京寰宇行思广告服务有限公司合作播出My FM系列节目，主要播放音乐节目。

## 节目表
| 時間  | 星期一至五    | 星期六至日 |
| 00:00 | （自動播出）  | 週末流行   |
| 07:30 | 88早精神      | 週末流行   |
| 11:00 | 譯直向前      | 週末流行   |
| 14:00 | 音樂正漫遊    | 週末流行   |
| 18:00 | My Happy Hour | 週末流行   |
| 22:00 | Club My       | 週末流行   |

逢星期二0時到5時停機檢修。屆時只有「嗶」音。